# Surinaamse Padie Boeren Associatie
De Surinaamse Padie Boeren Associatie (SPBA) is een Surinaamse belangenorganisatie voor rijstboeren; padie is het Surinaamse woord voor ongepelde rijst.
De organisatie werd rond het jaar 2000 opgericht. Rond die tijd was er door de regering het Comité redt de rijstsector opgericht en waren rijstboeren ontevredenheid over naar voren geschoven personen die niet uit de rijstsector zelf afkomstig waren.
De SPBA vertegenwoordigt een deel van de kleine rijstboeren in Suriname. Rond 2010 trad Harrynandan (Harrinanan) Oemraw aan als voorzitter; hij is zelf een rijstboer met 50 hectare land. Aanvankelijk wilde zijn voorganger, Leakat Mahawathkhan, de voorzittershamer niet afgeven. Na een bemiddeling van districtscommissaris Laksmienarain Doebay werd het conflict bijgelegd en gebeurde dit alsnog.
De associatie zoekt met name het overleg met betrokken partijen. Terugkerende thema's zijn betere rijstprijzen en betrouwbare watertoevoer vanaf de watergemalen die het land onder water zetten in het algemeen, en in het bijzonder in tijden van wateroverlast of droogte.
Naast deze vereniging bevinden zich in Suriname verder nog de Vereniging van Padie Producenten, de Bond van Surinaamse Padieproducenten en de Vereniging van Rijst Exporteurs.